# Wie schön leuchtet der Morgenstern
A Wie schön leuchtet der Morgenstern (BWV 1, fordításban Mily szépen ragyog az Esthajnalcsillag) Johann Sebastian Bach, 1725-ben, az Angyali üdvözlet ünnepére (március 25.) írt kantátája Philipp Nicolai himnuszának szövegére.

## Tételei
- Kórus: Wie Schön leuchet der Morgenstern
- Recitativo (tenor): Due wahrer Gottes und Marien Sohn
- Ária (szoprán): Erfüllet, ihr limmlischen göttlichen Flammen
- Recitativo (basszus): Ein irdscher Glanz, ein leiblich Licht
- Ária (tenor): Unser Mund und Ton der Saiten
- Kórus: Wie bin ich doch so herzlich froh

## Külső hivatkozások
- Zongorakivonat
- bach-cantatas.com